# Provincia Cabinda
Cabinda este o provincie în Angola, care se prezintă ca o exclavă a statului, pe teritoriul republicii Congo.

## Municipalități
- Belize
- Buco Zau
- Cabinda
- Congo